# Il proscritto
Il proscritto és una òpera en tres actes composta per Carl Otto Nicolai sobre un llibret italià de Gaetano Rossi. S'estrenà al Teatro alla Scala de Milà el 13 de març de 1841.	

Interpretant el rol principal de la soprano la famosa Erminia Frezzolini.